# سیارک ۴۸۵۸
سیارک ۴۸۵۸ (به انگلیسی: 4858 Vorobjov، نامگذاری:1985UA) ‏۴۸۵۸مین سیارک کشف شده‌است که در ۲۳ اکتبر ۱۹۸۵ کشف شد.